# Zbigniew Bartman

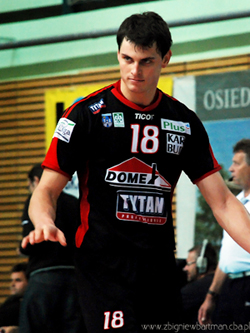
Bartman zawodnikiem Domexu Tytan AZS Częstochowa

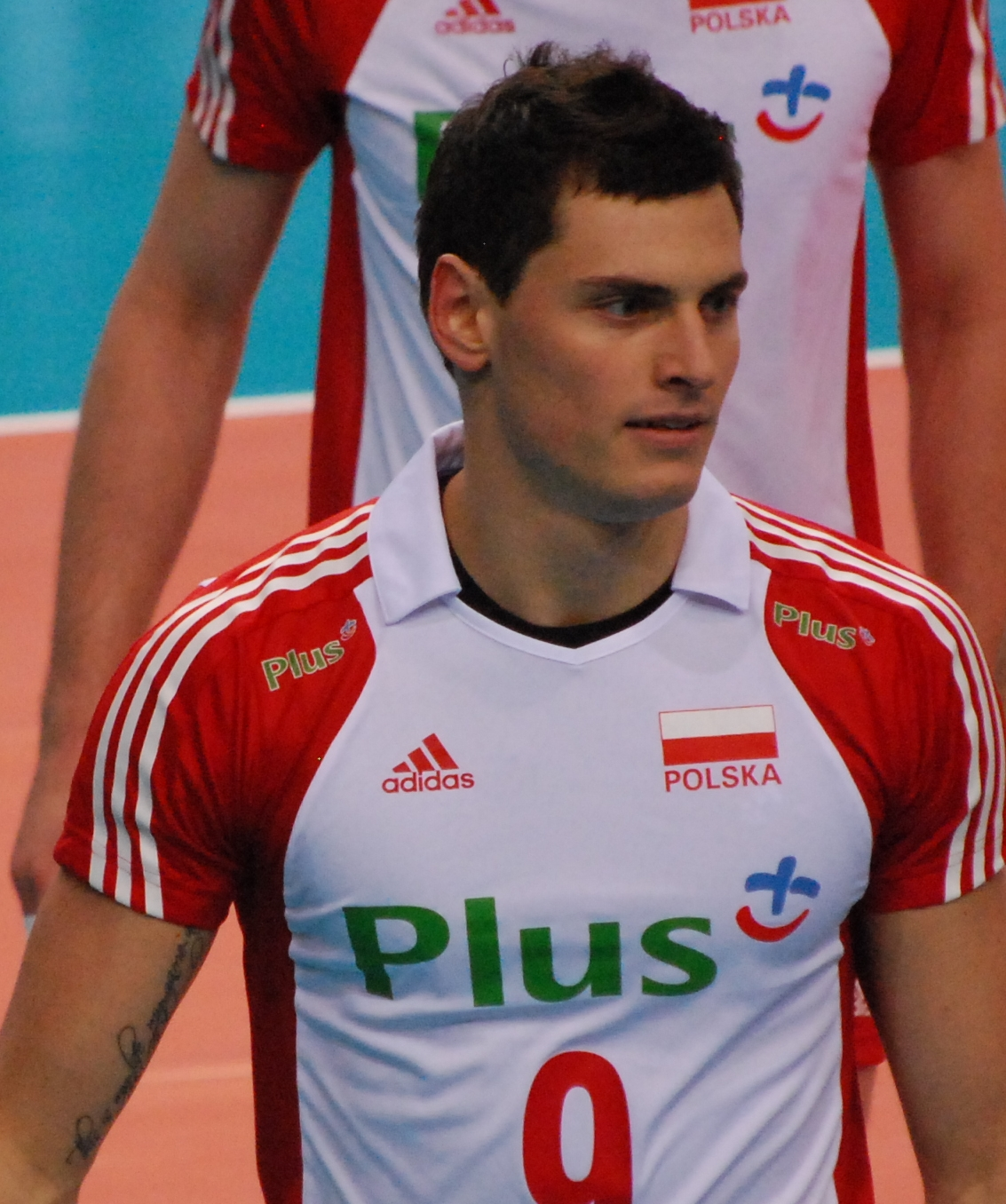
Bartman reprezentantem Polski w 2010 r.

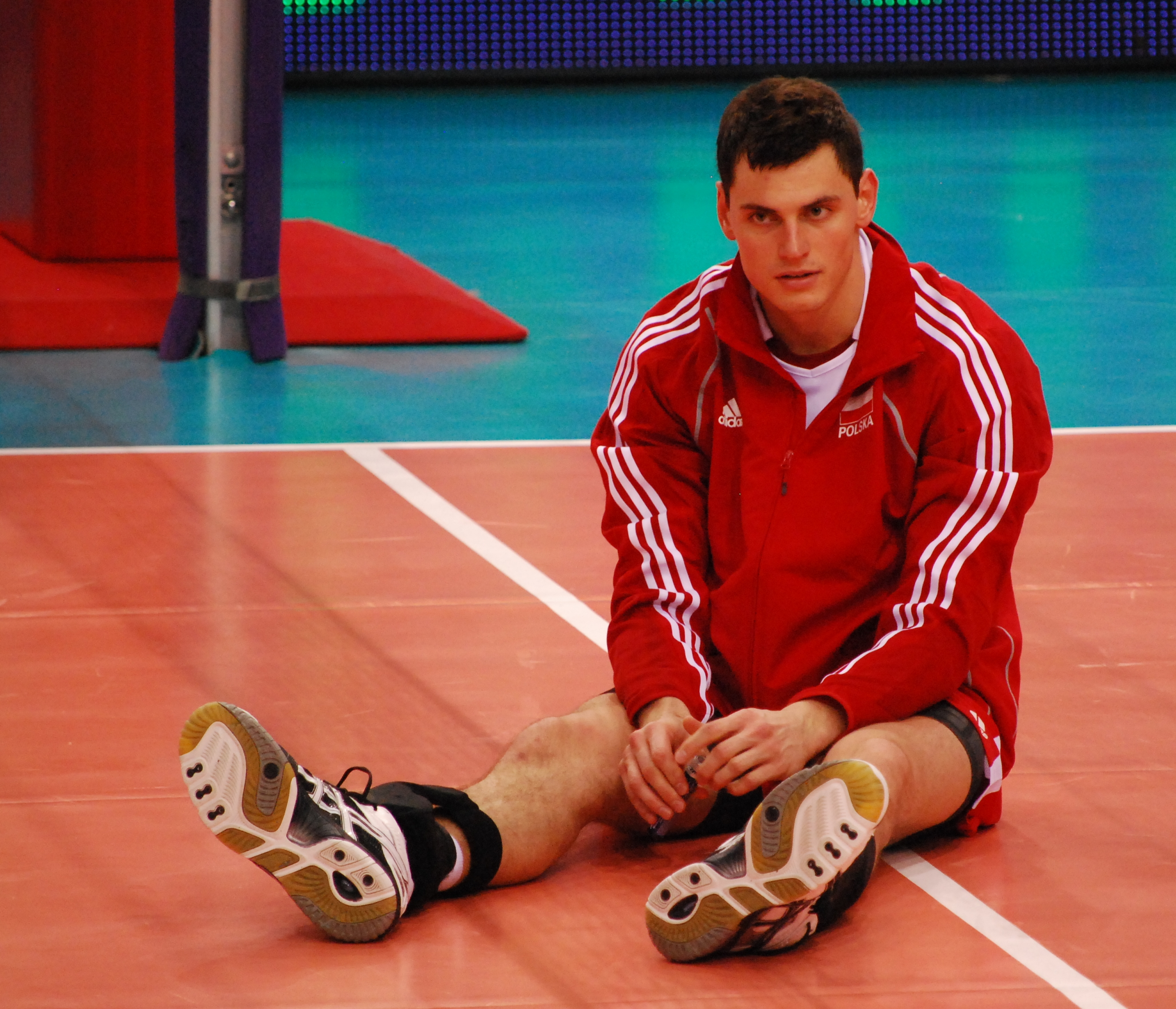
Bartman reprezentantem Polski w 2010 r.

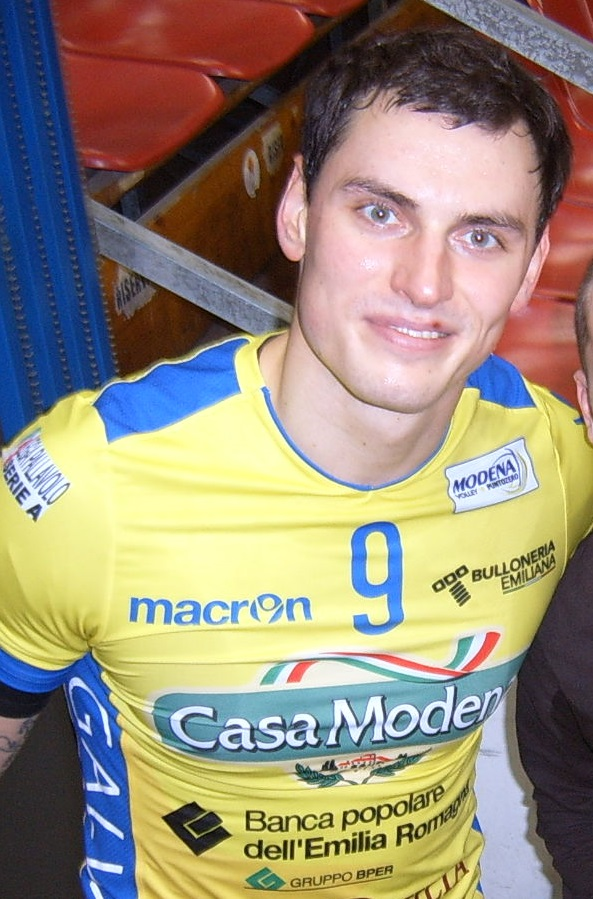
Bartman graczem Casy Modeny

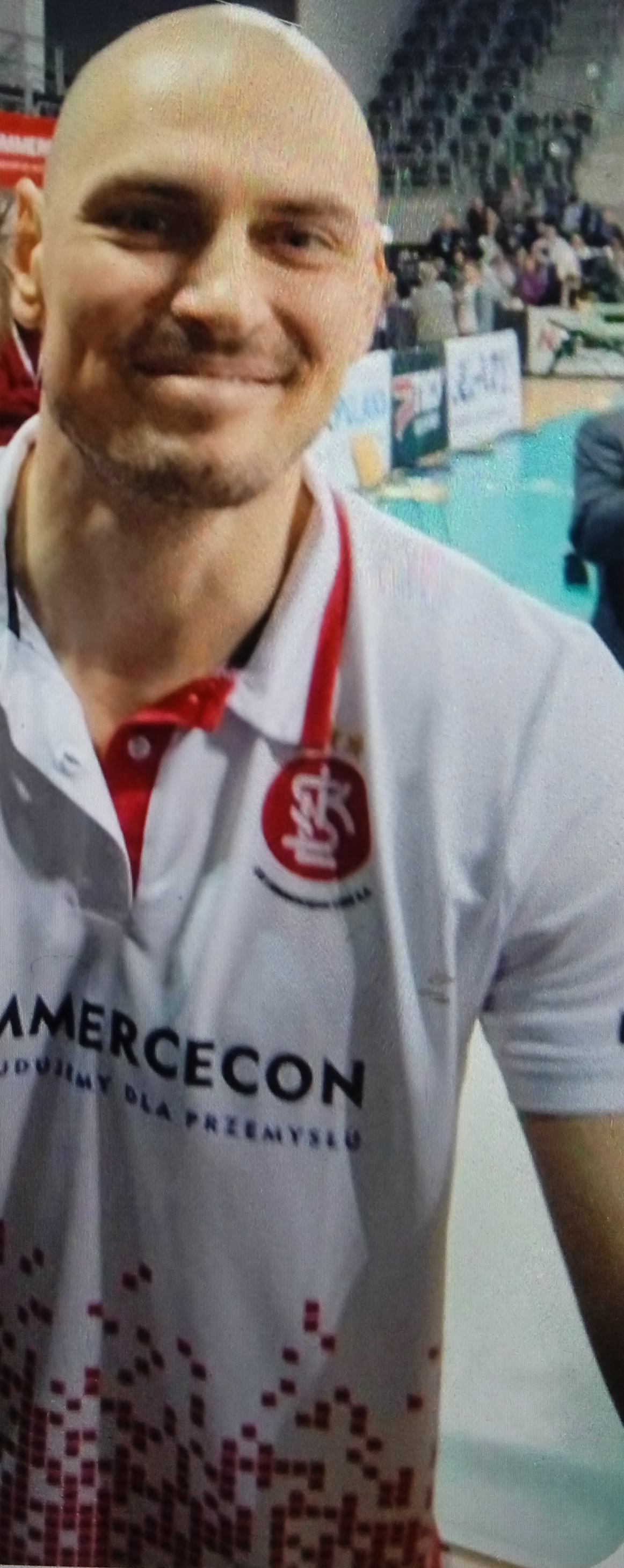
Bartman koordynatorem sportowym ŁKS-u Commercecon Łódź

Zbigniew Andrzej Bartman (ur. 4 maja 1987 w Warszawie) – polski siatkarz, grający na pozycji przyjmującego i atakującego. Mistrz Europy z 2009 r., olimpijczyk z Londynu (2012).

## Życie prywatne
Jego ojciec Leon, również był siatkarzem. 11 lipca 2015 wziął ślub z siostrą tyczkarza Łukasza Michalskiego, Joanną. Ich związek trwał do 2020 r. W 2021 r. jego partnerką życiową została siatkarka Zuzanna Górecka.

## Kariera siatkarska
Pierwotnie odnosił sukcesy w siatkówce plażowej – w 2004 r. wraz z Michałem Kubiakiem zdobył w Mysłowicach złoty medal mistrzostw Europy do lat 18., a miesiąc później we włoskim Termoli srebrny medal mistrzostw świata w tej kategorii wiekowej. W Polskiej Lidze Siatkówki zadebiutował 12 października 2003 jako zawodnik AZS Politechniki Warszawskiej w przegranym 0:3 spotkaniu ze Skrą Bełchatów. Po raz pierwszy do szerokiej kadry narodowej został powołany w 2007 r. przez Raúla Lozano, zadebiutował jednak dopiero 13 czerwca 2008 podczas meczu Ligi Światowej z Egiptem (2:3). Został nagrodzony Siatkarskim Plusem za debiut roku 2008. We wrześniu 2009 r., po zdobyciu złotego medalu mistrzostw Europy, prezydent RP Lech Kaczyński „za wybitne zasługi dla rozwoju polskiego sportu” nadał mu Krzyż Kawalerski Orderu Odrodzenia Polski. W 2011 r. zadebiutował jako atakujący w reprezentacji Polski prowadzonej przez Andreę Anastasiego. Został uznany najlepszym atakującym Ligi Światowej w Sofii. Również w Pluslidze grał jako atakujący. W pierwszym meczu w fazie finałowej Ligi Światowej 2011 w Gdańsku siatkarz naderwał mięsień dwugłowy łydki w piątym secie w meczu z Bułgarią. W lipcu 2023 r. ogłosił zakończenie kariery siatkarskiej.
Od 13 lutego 2025 jest koordynatorem sportowym kobiecego ŁKS Commercecon Łódź, grającego w Tauron Lidze.
| Kariera siatkarska | Kariera siatkarska          | Kariera siatkarska                    | Kariera siatkarska | Kariera siatkarska | Kariera siatkarska | Kariera siatkarska | Kariera siatkarska | Kariera siatkarska | Kariera siatkarska | Kariera siatkarska |
| ------------------ | --------------------------- | ------------------------------------- | ------------------ | ------------------ | ------------------ | ------------------ | ------------------ | ------------------ | ------------------ | ------------------ |
| Sezon              | W klubie                    | Klub                                  |                    |                    |                    |                    |                    |                    |                    |                    |
| 2004/2005          |                             | Polska Energia Sosnowiec              |                    |                    |                    |                    |                    |                    |                    |                    |
| 2005/2006          | Marmi Lanza Werona          |                                       |                    |                    |                    |                    |                    |                    |                    |                    |
| 2006/2007          | Marmi Lanza Werona          |                                       |                    |                    |                    |                    |                    |                    |                    |                    |
| 2007/2008          | Halkbank Ankara             |                                       |                    |                    |                    |                    |                    |                    |                    |                    |
| 2008/2009          | Domex Tytan AZS Częstochowa |                                       |                    |                    |                    |                    |                    |                    |                    |                    |
| 2009/2010          | do 05.12.2009               | Gazprom-Jugra Surgut                  |                    |                    |                    |                    |                    |                    |                    |                    |
| 2009/2010          | od 11.12.2009               | Prisma Volley Taranto                 |                    |                    |                    |                    |                    |                    |                    |                    |
| 2010/2011          |                             | AZS Politechnika Warszawska           |                    |                    |                    |                    |                    |                    |                    |                    |
| 2011/2012          | Jastrzębski Węgiel          |                                       |                    |                    |                    |                    |                    |                    |                    |                    |
| 2012/2013          | Asseco Resovia Rzeszów      |                                       |                    |                    |                    |                    |                    |                    |                    |                    |
| 2013/2014          | Casa Modena                 |                                       |                    |                    |                    |                    |                    |                    |                    |                    |
| 2014/2015          | Jastrzębski Węgiel          |                                       |                    |                    |                    |                    |                    |                    |                    |                    |
| 2015/2016          | do 01.2016                  | Sichuan Chengdu                       |                    |                    |                    |                    |                    |                    |                    |                    |
| 2015/2016          | od 04.02.2016               | Stade Poitevin Poitiers               |                    |                    |                    |                    |                    |                    |                    |                    |
| 2015/2016          | do 04.2016                  | Stade Poitevin Poitiers               |                    |                    |                    |                    |                    |                    |                    |                    |
| 2015/2016          | od 19.04.2016               | Ar-Rajjan SC                          |                    |                    |                    |                    |                    |                    |                    |                    |
| 2016/2017          |                             | Galatasaray Stambuł                   |                    |                    |                    |                    |                    |                    |                    |                    |
| 2017/2018          | UPCN Vóley Club             |                                       |                    |                    |                    |                    |                    |                    |                    |                    |
| 2018/2019          | UPCN Vóley Club             |                                       |                    |                    |                    |                    |                    |                    |                    |                    |
| 2019/2020          | Asseco Resovia Rzeszów      |                                       |                    |                    |                    |                    |                    |                    |                    |                    |
| 2020/2021          | do 30.12.2020               | Stal Nysa                             |                    |                    |                    |                    |                    |                    |                    |                    |
| 2020/2021          | od 06.01.2021               | Al-Nasr Dubaj                         |                    |                    |                    |                    |                    |                    |                    |                    |
| 2021/2022          | do 01.2022                  | Al-Hilal VC                           |                    |                    |                    |                    |                    |                    |                    |                    |
| 2021/2022          | od 14.01.2022               | Hekimoğlu Global Connect Travel Bursa |                    |                    |                    |                    |                    |                    |                    |                    |
| 2022/2023          | od 27.01.2023               | Emma Villas Aubay Siena               |                    |                    |                    |                    |                    |                    |                    |                    |
| 2024/2025          | od 19.01.2025               | KS Metro Family Warszawa              |                    |                    |                    |                    |                    |                    |                    |                    |
| Kariera trenerska  |                             |                                       |                    |                    |                    |                    |                    |                    |                    |                    |
| Sezon              | W klubie                    | Klub                                  |                    |                    |                    |                    |                    |                    |                    |                    |
| 2024/2025          | od 10.03.2025               | ŁKS Commercecon Łódź (kobiety)        |                    |                    |                    |                    |                    |                    |                    |                    |

## Sukcesy

### Jako siatkarz

#### Siatkówka plażowa
Mistrzostwa Europy do lat 18:
- 2004

Mistrzostwa Świata do lat 18:
- 2004

#### Sukcesy klubowe
Liga turecka:
- 2008

Klubowe Mistrzostwa Świata:
- 2011

Liga polska:
- 2013

Puchar Kataru:
- 2016

Puchar Mistrza:
- 2017

Liga argentyńska:
- 2018
- 2019

Klubowe Mistrzostwa Ameryki Południowej:
- 2019

Liga Zjednoczonych Emiratów Arabskiech:
- 2021

#### Sukcesy reprezentacyjne
Mistrzostwa Europy Kadetów:
- 2005

Memoriał Huberta Jerzego Wagnera:
- 2009, 2012
- 2010

Mistrzostwa Europy:
- 2009

Liga Światowa:
- 2012
- 2011

Puchar Świata:
- 2011

#### Nagrody indywidualne
- 2009: Debiut Roku 2008 w plebiscycie Siatkarskie Plusy
- 2009: odznaczony Krzyżem Kawalerskim Orderu Odrodzenia Polski - 14 września
- 2012: Najlepszy atakujący turnieju finałowego Ligi Światowej
- 2012: Najlepszy atakujący Memoriału Huberta Jerzego Wagnera
- 2018: MVP, najlepszy atakujący i punktujący w finale o Mistrzostwo Argentyny

### Jako trener
Tauron Liga:
- 2025[14]

## Kariera freak fight
5 lipca 2023 federacja Clout MMA, organizująca tzw. freak show fight ogłosiła, że Zbigniew Bartman zawalczy w oktagonie podczas gali Clout MMA 1. Jego rywalem został były reprezentant Polski w piłce nożnej – Tomasz Hajto. Zwyciężył w drugiej rundzie przez techniczne poddanie, po zaciśnięciu rywalowi duszenia zza pleców.
W drugiej walce, którą stoczył 29 grudnia 2023 podczas Clout MMA 3: Santa Clout zawalczył z innym reprezentantem kraju w piłce nożnej, Błażejem Augustynem. Bartman tym razem debiutował w formule kick-bokserskiej opartej na zasadach K-1. Zwyciężył przez techniczny nokaut w pierwszej rundzie.
8 czerwca w wydarzeniu głównym gali Clout MMA 5 zawalczył z youtuberem i trenerem personalnym Adamem Modzelewskim ps. „AJ". Rundy tej walki toczyły się na przemian z rundami drugiej walki Modzelewskiego, w której ten mierzył się z youtuberem Kacprem „Crusherem" Błońskim. Bartman zwyciężył swoją walkę przez jednogłośną decyzję sędziów.

### Lista walk w kick-boxingu
| Wynik   | Bilans | Przeciwnik (bilans przed walką) | Rozstrzygnięcie                                                       | Runda | Czas | Wydarzenie                | Data       | Miejsce  | Uwagi |
| ------- | ------ | ------------------------------- | --------------------------------------------------------------------- | ----- | ---- | ------------------------- | ---------- | -------- | --- |
| Wygrana | 2-0    | Adam Modzelewski (1-0)          | Decyzja (jednogłośna)                                                 | 3     | 2:00 | Clout MMA 5: AJ Challenge | 08.06.2024 | Katowice | Zasady K-1 w rękawicach MMA. Rundy walki toczą się na przemian z rundami walki Adam Modzelewski vs. Kacper Błoński. Main Event. |
| Wygrana | 1-0    | Błażej Augustyn (0-0)           | TKO (niezdolność do kontynuowania walki - kontuzja ręki po nokdaunie) | 1     | 2:35 | Clout MMA 3: Santa Clout  | 29.12.2023 | Warszawa | Zasady K-1 w rękawicach MMA. |

### Lista walk w MMA
Źródło
| Wynik   | Bilans | Przeciwnik (bilans przed walką) | Rozstrzygnięcie                | Runda | Czas | Wydarzenie                      | Data       | Miejsce  | Uwagi                        |
| ------- | ------ | ------------------------------- | ------------------------------ | ----- | ---- | ------------------------------- | ---------- | -------- | ---------------------------- |
| Wygrana | 1-0    | Tomasz Hajto (0-0)              | Poddanie (duszenie zza pleców) | 2     | 0:34 | Clout MMA 1: Fonfara vs. Najman | 05.08.2023 | Warszawa | Debiut w MMA. Co-Main Event. |